# Championnat d'Espagne de football 2015-2016
Navigation
Édition précédente Édition suivante
La saison 2015-2016 de Liga BBVA est la 85e édition du championnat d'Espagne de football et la huitième sous l'appellation « Liga BBVA ». Elle oppose les vingt meilleurs clubs d'Espagne en une série de trente-huit journées.
Lors de cette saison, le FC Barcelone défend son titre face à 19 autres équipes dont 3 promus de Liga Adelante.
Six places qualificatives pour les compétitions européennes seront attribuées par le biais du championnat (3 places directes en Ligue des champions 2016-2017, 1 en barrages, 1 place directe en Ligue Europa 2016-2017 et 1 au troisième tour de qualification). Une autre place qualificative pour la Ligue Europa sera garantie au vainqueur de la Coupe du Roi. Les 3 derniers du championnat sont relégués en Liga Adelante.

## Participants
| \| Athletic At. Madrid Barcelone Bétis Celta Deportivo Eibar Espanyol Getafe Grenade Las Palmas Levante Málaga Rayo Vallecano Real Madrid Real Sociedad Séville Sporting Valence Villarreal \| Localisation des clubs engagés dans le championnat. |
| Athletic At. Madrid Barcelone Bétis Celta Deportivo Eibar Espanyol Getafe Grenade Las Palmas Levante Málaga Rayo Vallecano Real Madrid Real Sociedad Séville Sporting Valence Villarreal                                                           |

Légende des couleurs
- Phase de groupes de la Ligue des Champions 2015-2016
- Tour de barrages de la Ligue des Champions 2015-2016
- Phase de groupes de la Ligue Europa 2015-2016
- Troisième tour de qualification de la Ligue Europa 2015-2016
- Promu de Liga Adelante 2014-2015

| Club                 | Se maintient depuis | Classement 2014-2015 | Entraîneur                                                            | Depuis    | Stade                  | Capacité théorique |
| -------------------- | ------------------- | -------------------- | --------------------------------------------------------------------- | --------- | ---------------------- | ------------------ |
| Athletic Bilbao      | 1928                | 7                    | Ernesto Valverde                                                      | 2013      | San Mamés              | 53 289             |
| Atlético Madrid      | 2002                | 3                    | Diego Simeone                                                         | 2011      | Vicente Calderón       | 55 005             |
| FC Barcelone         | 1928                | 1                    | Luis Enrique                                                          | 2014      | Camp Nou               | 99 354             |
| Betis Séville        | 2015                | 1 (SD)               | Pepe Mel Juan Merino                                                  | 2014      | Benito Villamarín      | 56 500             |
| Celta Vigo           | 2012                | 8                    | Eduardo Berizzo                                                       | 2014      | Balaídos               | 31 800             |
| Deportivo La Corogne | 2014                | 16                   | Víctor Sánchez del Amo                                                | 2015      | El Riazor              | 34 600             |
| SD Eibar             | 2014                | 18                   | José Luis Mendilibar                                                  | 2015      | Ipurua                 | 5 250              |
| Espanyol Barcelone   | 1994                | 10                   | Sergio González Constantin Gâlcă (14/12/15)                           | 2014      | Cornellà-El Prat       | 40 500             |
| Getafe CF            | 2004                | 15                   | Fran Escribá Juan Esnáider (12/04/2016)                               | 2015      | Coliseum Alfonso Pérez | 17 393             |
| Grenade CF           | 2011                | 17                   | José Ramón Sandoval José González (22/02/2016)                        | 2015      | Nuevo Los Cármenes     | 23 156             |
| Las Palmas           | 2015                | 4 (SD)               | Paco Herrera Quique Setién (19/10/15)                                 | 2014      | Gran Canaria           | 32 300             |
| Levante              | 2010                | 14                   | Lucas Alcaraz Rubi (27/10/15)                                         | 2014      | Ciutat de València     | 26 354             |
| Málaga CF            | 2008                | 9                    | Javi Gracia                                                           | 2014      | La Rosaleda            | 30 044             |
| Rayo Vallecano       | 2011                | 11                   | Paco Jémez                                                            | 2012      | Campo de Vallecas      | 14 708             |
| Real Madrid          | 1928                | 2                    | Rafael Benítez Zinedine Zidane (04/01/16)                             | 2015 2016 | Santiago Bernabéu      | 81 044             |
| Real Sociedad        | 2010                | 12                   | David Moyes Eusebio Sacristán (09/11/15)                              | 2013      | Anoeta                 | 32 076             |
| Séville FC           | 2001                | 5                    | Unai Emery                                                            | 2013      | Ramón Sánchez Pizjuán  | 45 500             |
| Sporting Gijón       | 2015                | 2 (SD)               | Abelardo Fernández                                                    | 2014      | El Molinón             | 30 000             |
| Valence CF           | 1987                | 4                    | Nuno Espírito Santo Gary Neville (02/12/15) Pako Ayestarán (31/03/16) | 2014      | Mestalla               | 52 000             |
| Villarreal CF        | 2013                | 6                    | Marcelino García Toral                                                | 2013      | El Madrigal            | 22 000             |

## Classement
Le classement est établi sur le barème de points classique (victoire à 3 points, match nul à 1, défaite à 0).
Pour départager les égalités, on tient d'abord compte des points en confrontations directes, puis de la différence de buts en confrontations directes, puis de la différence de buts générale, puis du nombre de buts marqués et enfin du nombre de point de Fair-Play.
| Rang | Équipe                 | Pts | J  | G  | N  | P  | Bp  | Bc | Diff |
| ---- | ---------------------- | --- | -- | -- | -- | -- | --- | -- | ---- |
| 1    | FC Barcelone T SU MC C | 91  | 38 | 29 | 4  | 5  | 112 | 29 | +83  |
| 2    | Real Madrid C1         | 90  | 38 | 28 | 6  | 4  | 110 | 34 | +76  |
| 3    | Atlético Madrid        | 88  | 38 | 28 | 4  | 6  | 63  | 18 | +45  |
| 4    | Villarreal CF          | 64  | 38 | 18 | 10 | 10 | 44  | 35 | +9   |
| 5    | Athletic Bilbao S      | 62  | 38 | 18 | 8  | 12 | 58  | 45 | +13  |
| 6    | Celta Vigo             | 60  | 38 | 17 | 9  | 12 | 51  | 59 | -8   |
| 7    | Séville FC C3          | 52  | 38 | 14 | 10 | 14 | 51  | 50 | +1   |
| 8    | Málaga CF              | 48  | 38 | 12 | 12 | 14 | 38  | 35 | +3   |
| 9    | Real Sociedad          | 48  | 38 | 13 | 9  | 16 | 45  | 48 | -3   |
| 10   | Betis Séville P        | 45  | 38 | 11 | 12 | 15 | 34  | 52 | -18  |
| 11   | Las Palmas P           | 44  | 38 | 12 | 8  | 18 | 45  | 53 | -8   |
| 12   | Valence CF             | 44  | 38 | 11 | 11 | 16 | 46  | 48 | -2   |
| 13   | Espanyol Barcelone     | 43  | 38 | 12 | 7  | 19 | 40  | 74 | -34  |
| 14   | SD Eibar               | 43  | 38 | 11 | 10 | 17 | 49  | 61 | -12  |
| 15   | Deportivo La Corogne   | 42  | 38 | 8  | 18 | 12 | 45  | 61 | -16  |
| 16   | Grenade CF             | 39  | 38 | 10 | 9  | 19 | 46  | 69 | -23  |
| 17   | Sporting Gijón P       | 39  | 38 | 10 | 9  | 19 | 40  | 62 | -22  |
| 18   | Rayo Vallecano         | 38  | 38 | 9  | 11 | 18 | 52  | 73 | -21  |
| 19   | Getafe CF              | 36  | 38 | 9  | 9  | 20 | 37  | 67 | -30  |
| 20   | Levante                | 32  | 38 | 8  | 8  | 22 | 37  | 70 | -33  |

Qualifications européennes
Ligue des champions 2016-2017
- 1er, C1, 3e et C3 : phase de groupes
- 4e : tour de barrages pour non-champions

Ligue Europa 2016-2017
- 5e et 6e : phase de groupes

Relégation
- 18e, 19e et 20e : relégation en Liga Adelante

Abréviations
- T : Tenant du titre
- C : Vainqueur de la Coupe du Roi 2015-2016
- S : Vainqueur de la Supercoupe d'Espagne 2015
- SU : Vainqueur de la Supercoupe de l'UEFA 2015
- MC : Vainqueur du Mondial des clubs 2015
- C1 : Vainqueur de la Ligue des champions 2015-2016
- C3 : Vainqueur de la Ligue Europa 2015-2016
- P : Promus de Liga Adelante 2014-2015

### Matchs
| Résultats (▼dom., ►ext.)                                   | ATH | ATM | BAR | BET | CEL | DEP | EIB | ESP | GET | GRE | LAS | LEV | MAL | RAY  | RMA | SOC | SEV | SPO | VAL | VIL |
| Athletic Bilbao                                            |     | 0-1 | 0-1 | 3-1 | 2-1 | 4-1 | 5-2 | 2-1 | 3-1 | 1-1 | 2-2 | 2-0 | 0-0 | 1-0  | 1-2 | 0-1 | 3-1 | 3-0 | 3-1 | 0-0 |
| Atlético Madrid                                            | 2-1 |     | 1-2 | 5-1 | 2-0 | 3-0 | 3-1 | 1-0 | 2-0 | 3-0 | 1-0 | 1-0 | 1-0 | 1-0  | 1-1 | 3-0 | 0-0 | 1-0 | 2-1 | 0-0 |
| FC Barcelone                                               | 6-0 | 2-1 |     | 4-0 | 6-1 | 2-2 | 3-1 | 5-0 | 6-0 | 4-0 | 2-1 | 4-1 | 1-0 | 5-2  | 1-2 | 4-0 | 2-1 | 6-0 | 1-2 | 3-0 |
| Betis Séville                                              | 1-3 | 0-1 | 0-2 |     | 1-1 | 1-2 | 0-4 | 1-3 | 2-1 | 2-0 | 1-0 | 1-0 | 0-1 | 2-2  | 1-1 | 1-0 | 0-0 | 1-1 | 1-0 | 1-1 |
| Celta Vigo                                                 | 0-1 | 0-2 | 4-1 | 1-1 |     | 1-1 | 3-2 | 1-0 | 0-0 | 2-1 | 3-3 | 4-3 | 1-0 | 3-0  | 1-3 | 1-0 | 1-1 | 2-1 | 1-5 | 0-0 |
| Deportivo La Corogne                                       | 2-2 | 1-1 | 0-8 | 2-2 | 2-0 |     | 2-0 | 3-0 | 0-2 | 0-1 | 1-3 | 2-1 | 3-3 | 2-2  | 0-2 | 0-0 | 1-1 | 2-3 | 1-1 | 1-2 |
| SD Eibar                                                   | 2-0 | 0-2 | 0-4 | 1-1 | 1-1 | 1-1 |     | 2-1 | 3-1 | 5-1 | 0-1 | 2-0 | 1-2 | 1-0  | 0-2 | 2-1 | 1-1 | 2-0 | 1-1 | 1-2 |
| Espanyol Barcelone                                         | 2-1 | 1-3 | 0-0 | 0-3 | 1-1 | 1-0 | 4-2 |     | 1-0 | 1-1 | 1-0 | 1-1 | 2-0 | 2-1  | 0-6 | 0-5 | 1-0 | 1-2 | 1-0 | 2-2 |
| Getafe CF                                                  | 0-1 | 0-1 | 0-2 | 1-0 | 0-1 | 0-0 | 1-1 | 3-1 |     | 1-2 | 4-0 | 3-0 | 1-0 | 1-1  | 1-5 | 1-1 | 1-1 | 1-1 | 2-2 | 2-0 |
| Grenade CF                                                 | 2-0 | 0-2 | 0-3 | 1-1 | 0-2 | 1-1 | 1-3 | 1-1 | 3-2 |     | 3-2 | 5-1 | 0-0 | 2-2  | 1-2 | 0-3 | 2-1 | 2-0 | 1-2 | 1-3 |
| Las Palmas                                                 | 0-0 | 0-3 | 1-2 | 1-0 | 2-1 | 0-2 | 0-2 | 4-0 | 4-0 | 4-1 |     | 0-0 | 1-1 | 0-1  | 1-2 | 2-0 | 2-0 | 1-1 | 2-1 | 0-0 |
| Levante UD                                                 | 2-2 | 2-1 | 0-2 | 0-1 | 1-2 | 1-1 | 2-2 | 2-1 | 3-0 | 1-2 | 3-2 |     | 0-1 | 2-1  | 1-3 | 0-4 | 1-1 | 0-0 | 1-0 | 1-0 |
| Málaga CF                                                  | 0-1 | 1-0 | 1-2 | 0-1 | 2-0 | 2-0 | 0-0 | 1-1 | 3-0 | 2-2 | 4-1 | 3-1 |     | 1-1  | 1-1 | 3-1 | 0-0 | 1-0 | 1-2 | 0-1 |
| Rayo Vallecano                                             | 0-3 | 0-2 | 1-5 | 0-2 | 3-0 | 1-3 | 1-1 | 3-0 | 2-0 | 2-1 | 2-0 | 3-1 | 1-2 |      | 2-3 | 2-2 | 2-2 | 2-1 | 0-0 | 2-1 |
| Real Madrid                                                | 4-2 | 0-1 | 0-4 | 5-0 | 7-1 | 5-0 | 4-0 | 6-0 | 4-1 | 1-0 | 3-1 | 3-0 | 0-0 | 10-2 |     | 3-1 | 4-0 | 5-1 | 3-2 | 3-0 |
| Real Sociedad                                              | 0-0 | 0-2 | 1-0 | 2-1 | 2-3 | 1-1 | 2-1 | 2-3 | 1-2 | 3-0 | 0-1 | 1-1 | 1-1 | 2-1  | 0-1 |     | 2-0 | 0-0 | 2-0 | 0-2 |
| Séville FC                                                 | 2-0 | 0-3 | 2-1 | 2-0 | 1-2 | 1-1 | 1-0 | 2-0 | 5-0 | 1-4 | 2-0 | 3-1 | 2-1 | 3-2  | 3-2 | 1-2 |     | 2-0 | 1-0 | 4-2 |
| Sporting Gijón                                             | 0-2 | 2-1 | 1-3 | 1-2 | 0-1 | 1-1 | 2-0 | 2-4 | 1-2 | 3-3 | 3-1 | 0-3 | 1-0 | 2-2  | 0-0 | 5-1 | 2-1 |     | 0-1 | 2-0 |
| Valence CF                                                 | 0-3 | 1-3 | 1-1 | 0-0 | 0-2 | 1-1 | 4-0 | 2-1 | 2-2 | 1-0 | 1-1 | 3-0 | 3-0 | 2-2  | 2-2 | 0-1 | 2-1 | 0-1 |     | 0-2 |
| Villarreal CF                                              | 3-1 | 1-0 | 2-2 | 0-0 | 1-2 | 0-2 | 1-1 | 3-1 | 2-0 | 1-0 | 0-1 | 3-0 | 1-0 | 2-1  | 1-0 | 0-0 | 2-1 | 2-0 | 1-0 |     |
| - Victoire à domicile - Match nul - Victoire à l'extérieur |     |     |     |     |     |     |     |     |     |     |     |     |     |      |     |     |     |     |     |     |

### Évolution du classement
| Journées / Clubs     | 1  | 2  | 3  | 4  | 5  | 6  | 7  | 8  | 9  | 10 | 11 | 12 | 13 | 14 | 15 | 16  | 17  | 18  | 19  | 20  | 21  | 22  | 23  | 24 | 25 | 26 | 27 | 28 | 29 | 30 | 31 | 32 | 33 | 34 | 35 | 36 | 37 | 38 |
| Journées / Clubs     |    |    |    |    |    |    |    |    |    |    |    |    |    |    |    |     |     |     |     |     |     |     |     |    |    |    |    |    |    |    |    |    |    |    |    |    |    |    |
| -------------------- | -- | -- | -- | -- | -- | -- | -- | -- | -- | -- | -- | -- | -- | -- | -- | --- | --- | --- | --- | --- | --- | --- | --- | -- | -- | -- | -- | -- | -- | -- | -- | -- | -- | -- | -- | -- | -- | -- |
| FC Barcelone         | 5  | 4  | 1  | 1  | 5  | 2  | 4  | 3  | 2  | 2  | 1  | 1  | 1  | 1  | 1  | 1*  | 1*  | 2*  | 2*  | 2*  | 1*  | 1*  | 1*  | 1  | 1  | 1  | 1  | 1  | 1  | 1  | 1  | 1  | 1  | 1  | 1  | 1  | 1  | 1  |
| Real Madrid          | 8  | 5  | 2  | 2  | 1  | 3  | 2  | 1  | 1  | 1  | 2  | 3  | 3  | 3  | 3  | 3   | 3   | 3   | 3   | 3   | 3   | 3   | 3   | 3  | 3  | 3  | 3  | 3  | 3  | 3  | 3  | 3  | 3  | 3  | 3  | 3  | 2  | 2  |
| Atlético Madrid      | 3  | 3  | 6  | 5  | 4  | 5  | 5  | 4  | 3  | 4  | 3  | 2  | 2  | 2  | 2  | 2   | 2   | 1   | 1   | 1   | 2   | 2   | 2   | 2  | 2  | 2  | 2  | 2  | 2  | 2  | 2  | 2  | 2  | 2  | 2  | 2  | 3  | 3  |
| Villarreal CF        | 7  | 6  | 4  | 3  | 3  | 1  | 1  | 5  | 5  | 5  | 5  | 4  | 6  | 5  | 5  | 5   | 4   | 4   | 4   | 4   | 4   | 4   | 4   | 4  | 4  | 4  | 4  | 4  | 4  | 4  | 4  | 4  | 4  | 4  | 4  | 4  | 4  | 4  |
| Athletic Bilbao      | 18 | 20 | 10 | 13 | 15 | 17 | 13 | 14 | 12 | 8  | 8  | 9  | 7  | 7  | 9  | 7   | 7   | 6   | 8   | 9   | 8   | 6   | 6   | 7  | 8  | 7  | 7  | 6  | 6  | 7  | 6  | 6  | 5  | 5  | 6  | 5  | 6  | 5  |
| Celta Vigo           | 2  | 1  | 3  | 4  | 2  | 4  | 3  | 2  | 4  | 3  | 4  | 5  | 4  | 4  | 4  | 4   | 5   | 5   | 5   | 5   | 5   | 7   | 7   | 8  | 6  | 5  | 6  | 7  | 7  | 6  | 5  | 5  | 6  | 6  | 5  | 6  | 5  | 6  |
| Séville FC           | 15 | 17 | 18 | 20 | 20 | 16 | 12 | 13 | 8  | 11 | 10 | 11 | 10 | 10 | 7  | 8   | 8   | 9   | 7   | 7   | 7   | 5   | 5   | 5  | 5  | 6  | 5  | 5  | 5  | 5  | 7  | 7  | 7  | 7  | 7  | 7  | 7  | 7  |
| Málaga CF            | 11 | 15 | 15 | 18 | 19 | 18 | 17 | 17 | 16 | 17 | 17 | 20 | 18 | 17 | 16 | 13  | 11  | 11  | 10  | 12  | 12  | 10  | 10  | 11 | 12 | 11 | 11 | 12 | 9  | 8  | 8  | 8  | 8  | 9  | 10 | 8  | 8  | 8  |
| Real Sociedad        | 10 | 11 | 15 | 17 | 11 | 12 | 16 | 16 | 15 | 16 | 16 | 14 | 15 | 13 | 13 | 14  | 15  | 15  | 14  | 13  | 15  | 13  | 11  | 10 | 9  | 9  | 10 | 9  | 10 | 11 | 10 | 9  | 9  | 10 | 12 | 12 | 9  | 9  |
| Betis Séville        | 6  | 18 | 9  | 11 | 14 | 10 | 8  | 10 | 10 | 13 | 11 | 12 | 11 | 11 | 11 | 11  | 12  | 14  | 15  | 15  | 14  | 14  | 13  | 14 | 13 | 13 | 13 | 10 | 11 | 13 | 14 | 13 | 14 | 12 | 13 | 13 | 14 | 10 |
| Las Palmas           | 17 | 14 | 13 | 16 | 12 | 14 | 19 | 19 | 18 | 19 | 18 | 18 | 19 | 20 | 19 | 19  | 16  | 16  | 16  | 16  | 18  | 16  | 18  | 18 | 18 | 17 | 15 | 15 | 15 | 15 | 12 | 10 | 11 | 13 | 9  | 10 | 10 | 11 |
| Valence CF           | 9  | 10 | 8  | 7  | 10 | 8  | 9  | 8  | 9  | 7  | 7  | 7  | 9  | 8  | 8  | 9   | 10  | 10  | 11  | 11  | 11  | 12  | 14  | 12 | 11 | 12 | 9  | 11 | 12 | 14 | 15 | 14 | 12 | 8  | 8  | 9  | 11 | 12 |
| Espanyol Barcelone   | 3  | 8  | 12 | 8  | 6  | 9  | 10 | 9  | 11 | 10 | 13 | 10 | 12 | 12 | 12 | 12  | 13  | 12  | 13  | 14  | 13  | 15  | 17  | 17 | 16 | 14 | 14 | 14 | 14 | 12 | 13 | 15 | 15 | 15 | 15 | 14 | 15 | 13 |
| SD Eibar             | 1  | 2  | 5  | 6  | 8  | 7  | 7  | 7  | 7  | 6  | 6  | 6  | 8  | 9  | 10 | 10  | 9   | 8   | 6   | 6   | 6   | 8   | 8   | 6  | 7  | 8  | 8  | 8  | 8  | 9  | 9  | 11 | 10 | 11 | 11 | 11 | 12 | 14 |
| Deportivo La Corogne | 11 | 9  | 7  | 9  | 7  | 6  | 6  | 6  | 6  | 9  | 9  | 8  | 5  | 6  | 6  | 6   | 6   | 7   | 9   | 8   | 9   | 9   | 9   | 9  | 10 | 10 | 12 | 13 | 13 | 10 | 11 | 12 | 13 | 14 | 14 | 15 | 13 | 15 |
| Grenade CF           | 20 | 7  | 11 | 15 | 18 | 20 | 20 | 20 | 19 | 18 | 19 | 17 | 17 | 18 | 17 | 17  | 18  | 17  | 17  | 17  | 16  | 19  | 19  | 19 | 20 | 19 | 18 | 18 | 17 | 17 | 17 | 17 | 17 | 17 | 17 | 16 | 16 | 16 |
| Sporting Gijón       | 14 | 12 | 17 | 10 | 13 | 15 | 11 | 12 | 17 | 12 | 14 | 15 | 16 | 14 | 15 | 16* | 17* | 18* | 18* | 19* | 19* | 17* | 16* | 16 | 17 | 18 | 19 | 19 | 19 | 19 | 18 | 18 | 18 | 18 | 18 | 18 | 18 | 17 |
| Rayo Vallecano       | 11 | 16 | 19 | 12 | 9  | 11 | 15 | 15 | 14 | 15 | 12 | 13 | 14 | 16 | 18 | 18  | 19  | 19  | 19  | 18  | 17  | 18  | 15  | 15 | 15 | 16 | 17 | 17 | 16 | 16 | 16 | 16 | 16 | 16 | 16 | 17 | 19 | 18 |
| Getafe CF            | 19 | 19 | 20 | 14 | 17 | 13 | 14 | 11 | 13 | 14 | 15 | 16 | 13 | 15 | 14 | 15  | 14  | 13  | 12  | 10  | 10  | 11  | 12  | 13 | 14 | 15 | 16 | 16 | 18 | 18 | 19 | 19 | 20 | 19 | 19 | 19 | 17 | 19 |
| Levante UD           | 16 | 13 | 14 | 19 | 15 | 19 | 18 | 18 | 20 | 20 | 20 | 19 | 20 | 19 | 20 | 20  | 20  | 20  | 20  | 20  | 20  | 20  | 20  | 20 | 19 | 20 | 20 | 20 | 20 | 20 | 20 | 20 | 19 | 20 | 20 | 20 | 20 | 20 |

 * Du fait de l'engagement du FC Barcelone en coupe du monde des clubs du 17 au 20 décembre 2015, le match entre le Sporting Gijón et le FC Barcelone de la 16e journée est reporté au 17 février 2016. Entretemps, les deux clubs comptent donc un match de retard.

## Statistiques individuelles

### Meilleurs buteurs
Le Trophée Pichichi récompense le meilleur buteur de la saison, tandis que le Trophée Zarra est décerné au meilleur buteur espagnol de la saison. Luis Suárez, avec 40 buts, remporte le premier tandis que Aritz Aduriz, avec 20 buts, remporte le second.
| Rang | Joueur            | Club            | Buts | Pen |
| ---- | ----------------- | --------------- | ---- | --- |
| 1    | Luis Suárez       | FC Barcelone    | 40   | 3   |
| 2    | Cristiano Ronaldo | Real Madrid     | 35   | 6   |
| 3    | Lionel Messi      | FC Barcelone    | 26   | 3   |
| 4    | Karim Benzema     | Real Madrid     | 24   | 0   |
| 4    | Neymar            | FC Barcelone    | 24   | 5   |
| 6    | Antoine Griezmann | Atlético Madrid | 22   | 1   |
| 7    | Aritz Aduriz      | Athletic Bilbao | 20   | 3   |
| 7    | Gareth Bale       | Real Madrid     | 19   | 0   |
| 7    | Rubén Castro      | Real Betis      | 19   | 3   |
| 10   | Borja Bastón      | SD Eibar        | 18   | 3   |

### Meilleurs passeurs
| Rang | Joueur            | Club               | Passes |
| ---- | ----------------- | ------------------ | ------ |
| 1    | Luis Suárez       | FC Barcelone       | 16     |
| 1    | Lionel Messi      | FC Barcelone       | 16     |
| 3    | Koke              | Atlético Madrid    | 14     |
| 4    | Neymar            | FC Barcelone       | 12     |
| 5    | Cristiano Ronaldo | Real Madrid        | 11     |
| 6    | Toni Kroos        | Real Madrid        | 10     |
| 6    | Gareth Bale       | Real Madrid        | 10     |
| 6    | Roberto Soldado   | Villarreal CF      | 10     |
| 9    | Marco Asensio     | Espanyol Barcelone | 9      |
| 9    | Jonathan Viera    | UD Las Palmas      | 9      |

## Prix LFP
Le Prix LFP est une récompense officielle décernée par la Ligue de football professionnel.
| Catégorie           |                   |                 |
| Catégorie           | Joueur            | Équipe          |
| ------------------- | ----------------- | --------------- |
| Meilleur joueur     | Antoine Griezmann | Atlético Madrid |
| Meilleur entraîneur | Diego Simeone     | Atlético Madrid |
| Meilleur gardien    | Jan Oblak         | Atlético Madrid |

### Récompenses mensuelles
Les Prix BBVA sont des récompenses officielles mensuelles décernées par la LFP aux meilleur joueur et meilleur entraîneur du mois en Liga BBVA.
| Mois      | Joueur du mois | Joueur du mois       | Entraîneur du mois     | Entraîneur du mois |
| Mois      | Joueur         | Club                 | Entraîneur             | Club               |
| --------- | -------------- | -------------------- | ---------------------- | ------------------ |
| Septembre | Nolito         | Celta Vigo           | Marcelino García Toral | Villarreal CF      |
| Octobre   | Borja González | SD Eibar             | Ernesto Valverde       | Athletic Bilbao    |
| Novembre  | Neymar         | FC Barcelone         | Diego Simeone          | Atlético Madrid    |
| Décembre  | Lucas Pérez    | Deportivo La Corogne | Javi Gracia            | Málaga CF          |
| Janvier   | Lionel Messi   | FC Barcelone         | Unai Emery             | Séville FC         |
| Février   | Miku           | Rayo Vallecano       | Eusebio Sacristán      | Real Sociedad      |
| Mars      | Aritz Aduriz   | Athletic Bilbao      | Quique Setién          | UD Las Palmas      |
| Avril     | Koke           | Atlético Madrid      | Zinédine Zidane        | Real Madrid        |
| Mai       | Luis Suárez    | FC Barcelone         | Luis Enrique           | FC Barcelone       |

### Équipe-type de la Liga BBVA 2015-2016
| \| N° \| Poste \| Joueur \| Club \| \| ---------- \| ---------- \| ----------------- \| --------------- \| \| 13 \| GB \| Jan Oblak \| Atlético Madrid \| \| 2 \| DC \| Diego Godín \| Atlético Madrid \| \| 6 \| DC \| Víctor Ruiz \| Villarreal CF \| \| 20 \| DL \| Juanfran \| Atlético Madrid \| \| 3 \| DL \| Filipe Luís \| Atlético Madrid \| \| 5 \| MD \| Sergio Busquets \| FC Barcelone \| \| 19 \| MO \| Luka Modrić \| Real Madrid \| \| 10 \| MO \| Lionel Messi \| FC Barcelone \| \| 7 \| AiD \| Cristiano Ronaldo \| Real Madrid \| \| 7 \| AiG \| Antoine Griezmann \| Atlético Madrid \| \| 9 \| AC \| Luis Suárez \| FC Barcelone \| \| Entraîneur \| Entraîneur \| Ernesto Valverde \| Athletic Bilbao \| | Oblak Godín Ruiz Juanfran Filipe Luís Busquets Modrić Messi C. Ronaldo Griezmann Suárez |                   |                 |
| N° | Poste                                                                                   | Joueur            | Club            |
| 13 | GB                                                                                      | Jan Oblak         | Atlético Madrid |
| 2 | DC                                                                                      | Diego Godín       | Atlético Madrid |
| 6 | DC                                                                                      | Víctor Ruiz       | Villarreal CF   |
| 20 | DL                                                                                      | Juanfran          | Atlético Madrid |
| 3 | DL                                                                                      | Filipe Luís       | Atlético Madrid |
| 5 | MD                                                                                      | Sergio Busquets   | FC Barcelone    |
| 19 | MO                                                                                      | Luka Modrić       | Real Madrid     |
| 10 | MO                                                                                      | Lionel Messi      | FC Barcelone    |
| 7 | AiD                                                                                     | Cristiano Ronaldo | Real Madrid     |
| 7 | AiG                                                                                     | Antoine Griezmann | Atlético Madrid |
| 9 | AC                                                                                      | Luis Suárez       | FC Barcelone    |
| Entraîneur | Entraîneur                                                                              | Ernesto Valverde  | Athletic Bilbao |

### Autres statistiques
- Premier but de la saison :  Salva Sevilla   3e (cf.) pour l'Espanyol Barcelone contre Getafe CF (1-0), le 22 août 2015.
- Premier but contre son camp :  Pablo Hernández   61e (csc) pour le Celta Vigo en faveur de Las Palmas (3-2), le 13 septembre 2015.
- Premier penalty :  Nolito   11e (pen.) pour le Celta Vigo contre le Rayo Vallecano (1-0), le 29 août 2015.
- Premier coup franc direct :  Salva Sevilla   3e (cf.) pour l'Espanyol Barcelone contre Getafe CF (1-0), le 22 août 2015.
- Premier doublé :  Cédric Bakambu   87e   92e pour Villarreal CF contre l'Espanyol Barcelone (3-1), le 28 août 2015.
- Premier triplé / quadruplé / quintuplé :  Cristiano Ronaldo   7e   17e (pen.)   19e   61e   81e pour le Real Madrid contre l'Espanyol Barcelone (0-6), le 12 septembre 2015.
- Meilleure attaque : FC Barcelone (112 buts marqués)
- Meilleure défense : Atlético Madrid (18 buts encaissés)
- Plus grande marge de buts dans une rencontre : 8 buts
  - Real Madrid 10-2 Rayo Vallecano, le 20 décembre 2015.
  - Deportivo La Corogne 0-8 FC Barcelone, le 20 avril 2016.
- Plus grand nombre de buts dans une rencontre : 12 buts
  - Real Madrid 10-2 Rayo Vallecano, le 20 décembre 2015.
- Plus grand nombre de buts en une mi-temps : 7 buts
  - 2e mi-temps de Real Madrid-Celta Vigo 7-1 (1-0), le 5 mars 2016.
- Plus grand nombre de buts dans une rencontre par un joueur : 5 buts
  -  Cristiano Ronaldo   7e   17e (pen.)   19e   61e   80e pour le Real Madrid contre l'Espanyol Barcelone (0-6), le 12 septembre 2015.

### Coups du chapeau
- Cristiano Ronaldo5   7e   17e (pen.)   19e pour le Real Madrid contre l'Espanyol Barcelone (0-6), le 12 septembre 2015.
- Imanol Agirretxe   7e   33e   79e pour la Real Sociedad contre Grenade CF (0-3), le 22 septembre 2015.
- Charles   4e   7e   89e pour le Málaga CF contre la Real Sociedad (3-1), le 3 octobre 2015.
- Neymar   22e (pen.)   32e (pen.)   69e pour le FC Barcelone contre le Rayo Vallecano (5-2), le 17 octobre 2015.
- Kevin Gameiro   35e   45e   60e (pen.) pour le Séville FC contre le Getafe CF (5-0), le 24 octobre 2015.
- Luis Suárez   21e   48e   85e pour le FC Barcelone contre la SD Eibar (3-1), le 25 octobre 2015.
- Aritz Aduriz   1re   24e (pen.)   60e pour l'Athletic Bilbao contre le Rayo Vallecano (0-3), le 29 novembre 2015.
- Antonio Sanabria   17e   78e   84e pour le Sporting Gijón contre Las Palmas (3-1), le 6 décembre 2015.
- Gareth Bale4   25e   41e   61e pour le Real Madrid contre le Rayo Vallecano (10-2), le 20 décembre 2015.
- Karim Benzema   48e   79e   90e pour le Real Madrid contre le Rayo Vallecano (10-2), le 20 décembre 2015.
- Lionel Messi   8e   14e   58e pour le FC Barcelone contre Grenade CF (4-0), le 9 janvier 2016.
- Gareth Bale   22e   49e   63e pour le Real Madrid contre le Deportivo La Corogne (5-0), le 9 janvier 2016.
- Luis Suárez   47e   68e   82e pour le FC Barcelone contre l'Athletic Bilbao (6-0), le 17 janvier 2016.
- Antonio Sanabria   44e   53e   81e pour le Sporting Gijón contre la Real Sociedad (5-1), le 22 janvier 2016.
- Cristiano Ronaldo   12e (pen.)   45e   82e pour le Real Madrid contre l'Espanyol Barcelone (6-0), le 31 janvier 2016.
- Luis Suárez   59e   75e   81e pour le FC Barcelone contre le Celta Vigo (6-1), le 14 février 2016.
- Aritz Aduriz   36e   53e   60e pour l'Athletic Bilbao contre le Deportivo La Corogne (4-1), le 2 mars 2016.
- Lionel Messi   23e   53e   72e pour le FC Barcelone contre le Rayo Vallecano (1-5), le 3 mars 2016.
- Cristiano Ronaldo4   50e   58e (c.f)   64e pour le Real Madrid contre le Celta Vigo (7-1), le 5 mars 2016.
- Luis Suárez4   11e   24e   53e pour le FC Barcelone contre le Deportivo La Corogne (0-8), le 20 avril 2016.
- Paco Alcácer   10e   28e   40e pour le Valence CF contre la SD Eibar (4-0), le 20 avril 2016.
- Youssef El-Arabi   35e (pen.)   85e (pen.)   90+3e pour le Grenade CF contre Levante UD (5-1), le 21 avril 2016.
- Luis Suárez4   63e   74e (pen.)   77e (pen.) pour le FC Barcelone contre le Sporting Gijón (6-0), le 23 avril 2016.
- Luis Suárez   22e   38e   86e pour le FC Barcelone contre le Grenade CF (0-3), le 14 mai 2016.

Le coup du chapeau le plus rapide est le premier de la saison, réalisé par Cristiano Ronaldo en 12 minutes face à l'Espanyol Barcelone.

## Parcours en coupes d'Europe
Le parcours des clubs espagnols en coupes d'Europe est important puisqu'il détermine le coefficient UEFA, et donc le nombre de clubs espagnols présents en coupes d'Europe les années suivantes.

### Parcours européen des clubs
| Club            | Compétition          | Résultat            | Ultime(s) adversaire(s) | Ultime(s) adversaire(s)  | Ultime(s) adversaire(s) |
| --------------- | -------------------- | ------------------- | ----------------------- | ------------------------ | ----------------------- |
| Real Madrid     | Ligue des champions  | Vainqueur           | Atletico Madrid         | Atletico Madrid          | Atletico Madrid         |
| Atlético Madrid | Ligue des champions  | Finaliste           | Real Madrid             | Real Madrid              | Real Madrid             |
| FC Barcelone T  | Ligue des champions  | Quart de finale     | Atlético Madrid         | Atlético Madrid          | Atlético Madrid         |
| Séville FC      | Ligue des champions  | Phase de groupes    | Manchester City         | Borussia Mönchengladbach | Juventus Turin          |
| Valence CF      | Ligue des champions  | Phase de groupes    | La Gantoise             | Zénith Saint-Pétersbourg | Olympique lyonnais      |
| Séville FC      | Ligue Europa         | Vainqueur           | Liverpool FC            | Liverpool FC             | Liverpool FC            |
| Villarreal CF   | Ligue Europa         | Demi-finale         | Liverpool FC            | Liverpool FC             | Liverpool FC            |
| Athletic Bilbao | Ligue Europa         | Quart de finale     | Séville FC              | Séville FC               | Séville FC              |
| Valence CF      | Ligue Europa         | Huitièmes de finale | Athletic Bilbao         | Athletic Bilbao          | Athletic Bilbao         |
| FC Barcelone    | Supercoupe de l'UEFA | Vainqueur           | Séville FC              | Séville FC               | Séville FC              |
| Séville FC      | Supercoupe de l'UEFA | Finaliste           | FC Barcelone            | FC Barcelone             | FC Barcelone            |

### Coefficient UEFA du championnat espagnol
Le classement UEFA de la fin de saison 2015-2016 permet d'établir la répartition et le nombre d'équipes pour les coupes d'Europe de la saison 2017-2018.
| Rang 2015 | Rang 2016 | Évolution | Ligue      | 2011-12 | 2012-13 | 2013-14 | 2014-15 | 2015-16 | Coefficient UEFA | Places en Ligue des champions de l'UEFA | Places en Ligue des champions de l'UEFA | Places en Ligue des champions de l'UEFA | Places en Ligue Europa | Places en Ligue Europa | Places en Ligue Europa | Places en Ligue Europa |
| Rang 2015 | Rang 2016 | Évolution | Ligue      | 2011-12 | 2012-13 | 2013-14 | 2014-15 | 2015-16 | Coefficient UEFA | PG                                      | TB                                      | T3                                      | PG                     | TB                     | T3                     | T2                     |
| --------- | --------- | --------- | ---------- | ------- | ------- | ------- | ------- | ------- | ---------------- | --------------------------------------- | --------------------------------------- | --------------------------------------- | ---------------------- | ---------------------- | ---------------------- | ---------------------- |
| 1         | 1         | =         | Espagne    | 20,857  | 17,714  | 23,000  | 20,214  | 23,928  | 105,713          | 3                                       | 1                                       | 0                                       | 1                      | 1                      | 1                      | 0                      |
| 3         | 2         | +1        | Allemagne  | 15,250  | 17,928  | 14,714  | 15,857  | 16,428  | 80,177           | 3                                       | 1                                       | 0                                       | 1                      | 1                      | 1                      | 0                      |
| 2         | 3         | -1        | Angleterre | 15,250  | 16,428  | 16,785  | 13,571  | 14,250  | 76,284           | 3                                       | 1                                       | 0                                       | 1                      | 1                      | 1                      | 0                      |

### Coefficient UEFA des clubs engagés en Coupe d'Europe
- Ligue des champions 2015-2016
- Ligue Europa 2015-2016

| Rang 2015 | Rang 2016 | Évolution | Club            | 2011-2012 | 2012-2013 | 2013-2014 | 2014-2015 | 2015-2016 | Coefficient UEFA |
| --------- | --------- | --------- | --------------- | --------- | --------- | --------- | --------- | --------- | ---------------- |
| 1         | 1         | =         | Real Madrid     | 36,1714   | 29,5428   | 39,6000   | 33,0428   | 37,7856   | 176,142          |
| 2         | 3         | -1        | FC Barcelone    | 34,1714   | 27,5428   | 28,6000   | 38,0428   | 30,7856   | 159,142          |
| 5         | 4         | +1        | Atlético Madrid | 34,1714   | 13,5428   | 37,6000   | 26,0428   | 32,7856   | 144,142          |
| 12        | 12        | =         | Valence CF      | 25,1714   | 22,5428   | 26,6000   | 4,0428    | 18,7856   | 97,142           |
| 23        | 14        | +9        | Séville FC      | 5,6714    | 3,5428    | 26,6000   | 32,0428   | 27,7856   | 95,642           |
| 32        | 22        | +10       | Athletic Bilbao | 27,1714   | 7,5428    | 4,6000    | 14,0428   | 21,7856   | 75,142           |
| 29        | 29        | =         | Villarreal CF   | 8,1714    | 3,5428    | 4,6000    | 16,0428   | 27,7856   | 60,142           |